# Кобин, Александр Иванович
Александр Иванович Кобин (21 сентября 1959 — 18 октября 1995) — начальник инженерной службы 506-го мотострелкового полка Уральского военного округа, майор. Герой Российской Федерации (1997).

## Биография
Родился 21 сентября 1959 года в селе Маяк Староюрьевского района Тамбовской области. В 1981 году окончил Новочеркасский политехнический институт, также проходил обучение на военной кафедре инженерных войск. С 1985 года в советской армии. Был начальником инженерной службы 506-го мотострелкового полка. С января 1995 года принимал участие в Первой чеченской кампании.
18 октября 1995 года автоколонна под командованием майора Кобина попала в засаду чеченских боевиков. В бою майор Кобин организовал прикрытие личного состава и не подпускал противника к автомобилям с боеприпасами. Однако после того как был взорван один из бензовозов, горящее топливо хлынуло на Кобина. Он бросился к реке и сбил пламя. Затем пробился к бойцам, ведущим бой и организовал круговую оборону до прибытия авиации. После боя был направлен в госпиталь, где позже скончался от полученных ранений и ожогов.
Указом Президента России от 29 января 1997 года майору Кобину Александру Ивановичу посмертно присвоено звание Героя Российской Федерации. Также был награждён орденом Мужества и медалью «За отвагу». В честь офицера установлены мемориальная доски в средней школе, где учился Кобин, и на факультете военного обучения Новочеркасского политехнического института. Также его именем была названа улица в гарнизонном городке, где до 2007 г. дислоцировалась 27 дивизия, в которой служил майор Кобин.